# Mi krop
Mi krop (tiếng Thái: หมี่กรอบ, phát âm [mìː krɔ̀ːp]) còn được gọi là mee krob, là một món ăn cay của Thái Lan bao gồm mì được chiên giòn với nước sốt chua ngọt. Mi krop có nghĩa là "mì giòn". Vị chua của cam quýt trong nước sốt thường đến từ vỏ của som sa, một loại trái cây họ cam chanh của Thái Lan tương tự như thanh yên.
Món ăn bao gồm mì được chiên giòn trộn với đậu phụ rán, tôm rán, thịt lợn, hoặc kết hợp và chấm với hỗn hợp chanh hoặc nước cốt chanh, nước mắm, tương cà chua, lá chanh Thái, ớt và đường. Món ăn được trang trí với hành lá, giá đỗ, rau mùi, ớt và trứng chiên.
Món ăn này có một truyền thuyết kể rằng, khi vua Rama V đến thăm dân chúng bằng thuyền ở khu vực Talad Phlu và ngửi thấy mùi mì bởi một người nhập cư Trung Quốc tên là "Chin Li" (จีนหลี) xào vào thời điểm đó. Ông dừng thuyền, ăn và rất thích. Điều này dẫn đến việc món ăn có một cái tên khác: Mi krop ror ha.
Tại Băng Cốc, có hai nhà hàng nổi tiếng với món Mi krop: Talat Phlu ở phía Thon Buri và Phra Nakhon gần Sao Ching Cha và tòa thị chính Băng Cốc. Cả hai đều sử dụng công thức nấu ăn cũ từ thời trị vì của Vua Rama V.
Món ăn được Carrie Bradshaw đề cập trong một tập phim "Sex and the City".